# Sumberhadi
Sumberhadi is een bestuurslaag in het regentschap Lampung Timur van de provincie Lampung, Indonesië. Sumberhadi telt 3558 inwoners (volkstelling 2010).